# Horst Schender
Horst Schender (* 16. August 1938 in Linz, Oberösterreich) ist ein österreichischer Politiker (FPÖ).

## Leben
Horst Schender besuchte nach den Pflichtschulen die Lehrerbildungsanstalt, absolvierte die nötige Befähigungsprüfung und arbeitete danach als Lehrer. Sein politischer Werdegang begann 1967, als er als freiheitliches Mitglied in den Gemeinderat von Linz einzog. 1973 wechselte er nach einer Legislaturperiode als Gemeinderat als Abgeordneter in den Oberösterreichischen Landtag, dem er danach 16 Jahre lang, bis 1989 angehören sollte.
Im Juli 1989 wurde er Volksanwalt. Dieses Amt bekleidete er bis zum Juni 2001. Innerhalb seiner Partei, der FPÖ, war er von 1972 bis 1989 Landesparteivorsitzender für Oberösterreich. Zudem war er von 1976 bis 1988 unter vier Bundesparteivorsitzenden, beginnend bei Friedrich Peter bis hin zu Jörg Haider, stellvertretender Bundesparteiobmann der Freiheitlichen. Von 1980 bis 1988 war Schender zudem Obmann des Freiheitlichen Bildungswerkes.
Horst Schenders Sohn ist der ehemalige Nationalratsabgeordnete Rüdiger Schender (* 1974).

## Auszeichnungen
- Großes Goldenes Ehrenzeichen am Bande für Verdienste um die Republik Österreich